# William H. Wheat
William Howard Wheat, född 19 februari 1879 i Kahoka, Missouri, död 16 januari 1944 i Washington, D.C., var en amerikansk republikansk politiker. Han var ledamot av USA:s representanthus från 1939 fram till sin död.
Wheat gick i skola i Missouri. Därefter studerade han vid Chaddock College och Gem City Business College i Quincy i Illinois. År 1900 flyttade han till Thomasboro där han först arbetade som bokhållare och sedan som bankkassör. Till Rantoul flyttade han 1909 och avancerade där till bankdirektör. År 1939 efterträdde han Hugh M. Rigney i representanthuset. Wheat avled 1944 i ämbetet och efterträddes som kongressledamot av Rolla C. McMillen.